# Fronteiras
Fronteiras là một đô thị thuộc bang Piauí, Brasil. Đô thị này có diện tích 789,828 km², dân số năm 2007 là 11146 người, mật độ 14,11 người/km².